# Lambesis
Lambaesis (Lambæsis, Lambaisis, Lambaesa) – starożytna kolonia rzymska i miejsce stacjonowania Legio III Augusta. Obecnie stanowisko archeologiczne (dziś określane jako  Tazoult-Lambèse) w Algierii położone 11 km na południowy wschód od Batny i 27 km na zachód od Timgad, w pobliżu miasta Tazult.

## Historia
Lambesis zostało założone jako obóz trzeciego legionu rzymskiego (Legio III Augusta) na przełomie I i II wieku n.e., za rządów cesarza Trajana. Jednak już w 81 oddział (vexillatio) tego legionu rozpoczął budowę obozu w Lambesis dla kontroli szlaku przez góry w kierunku jeziora Szott el-Hodna. Po wydzieleniu przez cesarza Septymiusza Sewera z Afryki Prokonsularnej prowincji Numidii pod wojskowym zarządem legata III legionu, Lambesis stało się jej stolicą, co świadczy o znacznej rozbudowie miasta w ciągu II wieku n.e. Następnego podziału dokonał cesarz Dioklecjan, który wydzielił z Numidii część południową, najbardziej zagrożoną napadami górskich plemion Berberów, pod nazwą Numidia Militiana ze stolicą w Lambesis, oraz północną pod nazwą Numidia Cirtensis ze stolicą w Cyrcie. Jednakże niedługo potem w 313 lub 314 cesarz Konstantyn Wielki połączył obie Numidie w jedną prowincję zarządzaną z Cyrty, którą na jego cześć przemianowano na Konstantynę.
W pierwszej połowie lipca 128 Hadrian dokonał w Lambesis przeglądu wojsk piechoty i jazdy podczas manewrów Legio III Augusta i oddziałów pomocniczych. Przy tej okazji wygłosił skierowaną do żołnierzy słynną przemowę (adlocutio), uwiecznioną w inskrypcji CIL VIII 2532; 18042=ILS 2487 (Hadriani adlocutio ad excertium Africanum). W ramach manewrów żołnierze zbudowali dwa kilometry na zachód od pretorium w Lambesis obóz marszowy z silniejszymi niż zwykle wałami. Odbyły się również pokazy umiejętności kawalerii (decursio) z wykonaniem galopu kantabryjskiego (circulus cantabricus). Opinia władcy była pozytywna, choć zawierała kilka krytycznych uwag pomniejszej wagi.
Pod koniec 202 lub na początku 203 w ramach wizyty cesarskiej rodziny w afrykańskich prowincjach przybył do Lambesis cesarz Septymiusz Sewer, co potwierdzają inskrypcje (CIL VIII 2702. [dostęp 2025-01-21]. (łac.). i 18250) dedykowane cesarzowi przez urzędników cesarskich (familia rationis castrensis) zwykle towarzyszących władcy w czasie podróży poza Rzym. Prawdopodobnie w tym czasie wydzielono osobną prowincję Numidię, choć mogło to nastąpić już w latach 199-201, gdy legatem legionu III Augusta był Kwintus Anicjusz Faustus. Z całą pewnością podział prowincji senatorskiej jaką była Africa proconsularis nastąpił w 208, gdy poświadczone jest sprawowanie urzędu namiestnika Numidii przez Tyberiusza Klaudiusza Subatianusa Prokulusa. Efektem tej zmiany było zlikwidowanie jedynej i wyjątkowej sytuacji, w której w prowincji senatorskiej stacjonował legion. Zapewne z pobytem władcy łączy się odnowienie przez żołnierzy legionu III Augusta drogi prowadzącej z obozu legionowego (castrum Romanum) i jego wschodniej bramy do cywilnego osiedla (canabae legionis). Droga otrzymała nazwę via Septimana (CIL VIII 2705. [dostęp 2025-01-21]. (łac.).) i była ponownie odnawiana w czasach tetrarchów Dioklecjana i Maksymiana najwyraźniej z funduszy cesarskich (CIL VIII 2718. [dostęp 2025-01-21]. (łac.).). 
Historyczność, datowanie i przebieg wizyty Septymiusza Sewera w Afryce w tym jego obecność w Lambesis jest przedmiotem dyskusji historyków od ponad stu lat. Pod uwagę brane są wzmianki w literackich relacjach źródłowych, takich jak „Żywoty sofistów” autorstwa współczesnego wydarzeniom Flawiusza Filostrata, który bezpośrednio wspomina o pobycie cesarza w Libii. Poza tym pośrednio możliwość pojawienia się Septymiusza Sewera na kontynencie afrykańskim wnioskuje się z późniejszych przekazów w „Księdze o cezarach” Aureliusza Wiktora, „Vita Severi” ze zbioru Scriptores Historiae Augustae oraz „O budowlach” Prokopiusza z Cezarei. Przeciwko przytacza się przekaz Herodiana, który informuje, że po powrocie do Rzymu i uroczystym świętowaniu dziesięciolecia rządów (decennalia) w 202 roku princeps przebywał w stolicy przez kilka kolejnych lat. Kolejną grupą rozważanych źródeł są legendy i wyobrażenia z monet emitowanych w latach 203–204 oraz 206–207 odnoszące się do Afryki (np. legenda Africa z wyobrażeniem okrętu i cesarza wyruszającego w podróż morską lub Indvlgentia Avgg. In Carth., czyli łaskawość cesarzy dla Kartaginy), które są interpretowane jako potwierdzenie udania się cesarza do Afryki, ale też jako propagandowa zapowiedź nieodbytej wizyty. Trzecią grupą są świadectwa epigraficzne licznie występujące w miastach Afryki w latach 202–203, w tym czasie również w Lambesis. Przeciwko historyczności pobytu Septymiusza m.in. w Lambesis opowiada się Tadeusz Kotula, który wskazuje dodatkowo milczenie ważnych historyków i pisarzy starożytnych tworzących w czasach Sewerów na temat podróży do rodzinnej Afryki, tj. Kasjusza Diona, Herodiana i Tertuliana pochodzącego z Kartaginy. Natomiast wzmiankę Filostrata charakteryzuje jako lakoniczną i zagmatwaną, zasadniczo dotyczącą sporów sofistów o to, który z nich jest sławniejszy, przez to mało wiarygodną oraz będącą antycypacją zapowiadanej propagandowo wizyty, do której być może poczyniono przygotowania, ale w rzeczywistości się nie odbyła. Dodatkowo polski historyk wskazuje na liczne obowiązki państwowe (wspólny konsulat z synem Karakallą w 202, uroczystości związane z budową łuku triumfalnego po zwycięstwach nad Partami, przygotowania do ludi saeculares, czyli igrzysk stulecia w Rzymie przypadających na 204) i przeszkody zdrowotne (gościec nóg). Zwolennikami tezy o afrykańskiej wyprawie Septymiusza Sewere są m.in. Hasebroek, Birley i Królczyk, dla którego przede wszystkim świadectwa epigraficzne i numizmatyczne uprawniają do uznania pobytu tego cesarza w Lambesis za fakt historyczny.
Lambesis było w starożytności siedzibą biskupów. Znani są z imienia dwaj biskupi z połowy III wieku n.e., wspomniani w pismach Cypriana z Kartaginy. Pierwszy z nich imieniem Prywat (Privatus), określony przez Cypriana w liście 59 jako stary heretyk, został usunięty z urzędu przez synod dziewięćdziesięciu biskupów zebranych w Lambesis w 240. Drugi to January (Januarius), który 1 września 256 wziął udział w synodzie w Kartaginie pod przewodem Cypriana w sprawie chrztu heretyków. Sprawozdanie z tego synodu znajduje się w dziele Cypriana zatytułowanym Wypowiedzi osiemdziesięciu siedmiu biskupów na temat chrztu udzielonego przez heretyków. January opowiedział się za nieważnością chrztu udzielanego poza uznanymi strukturami kościoła.
W czasie prześladowań chrześcijan pod rządami cesarza Waleriana aresztowano w miejscowości Muguas na przedmieściach Cyrty diakona Jakuba i lektora Mariana. Zostali osądzeni przez sędziego w Cyrcie i wtrąceni do więzienia. Następnie przekazano ich do prefekta prowincji Numidii urzędującego w Lambesis. Po kilku dniach pobytu w więzieniu zostali straceni przez ścięcie 6 maja 259 (Martyrologium Rzymskie podaje błędnie odczytaną datę dzienną 30 kwietnia). Razem z klerykami zamęczono również liczną grupę świeckich chrześcijan w trakcie wielodniowych egzekucji.
Brak jakiejkolwiek wzmianki o tym ważnym miejscu u Prokopiusza w jego historii wojen (De bello Vandalico) może wskazywać na jego zniszczenie jeszcze przed panowaniem cesarza Justyniana. Poza tym brak obecności biskupa Lambesis na synodzie kartagińskim latem 484 może wskazywać na spustoszenie miasta w wyniku ataków plemion Maurów z gór Aures.
Obecnie Lambesis jest od połowy XVIII w. rzymskokatolicką tytularną stolicą biskupią (dioecesis Lambaesitanus), na którą w przeszłości spośród Polaków mianowany został m.in. Jan Dembowski, biskup pomocniczy kujawsko-pomorski Hieronim Stroynowski, biskup wileński oraz Marian Jaworski, biskup lwowski. Od 25 października 2016 tytuł ten nosi kanadyjski duchowny Marc Pelchat.

## Pozostałości

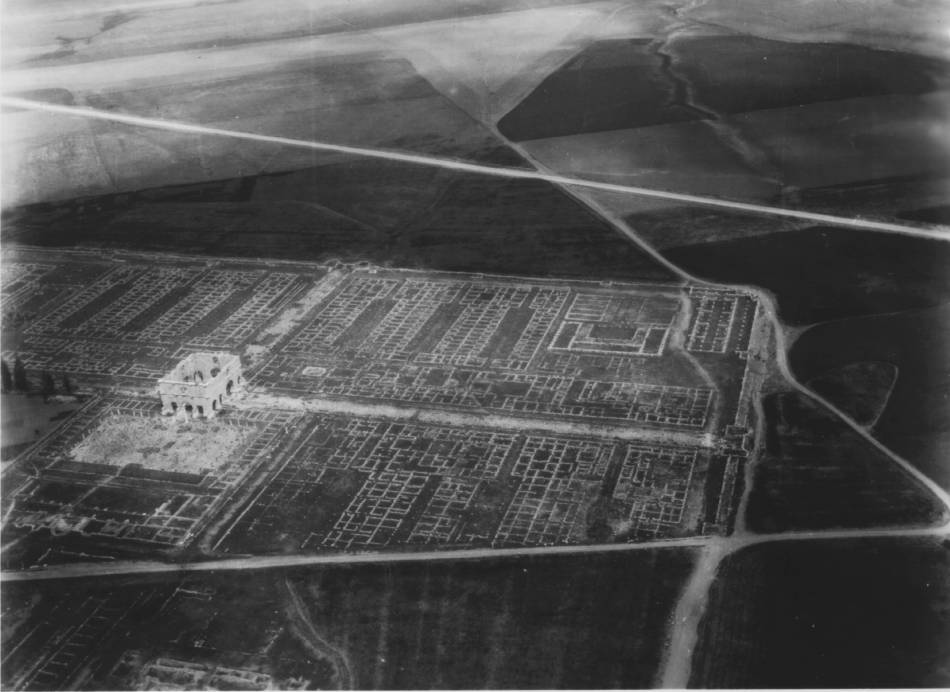
Widok z lotu ptaka na ruiny obozu

Ruiny Lambesis są położone na niższych tarasach gór Aures i należą do nich łuki triumfalne (jeden Septymiusza Sewera, drugi Kommodusa), świątynie, akwedukty, pozostałości amfiteatru, łaźni i licznych murów domów prywatnych. Na północ i wschód znajduje się rozległe cmentarzysko z kamiennymi nagrobkami pozostającymi na swych pierwotnych miejscach. Na zachodzie jest podobne miejsce, z którego kamienie zostały w większości zabrane i wykorzystane do budowy współczesnych wiosek.
W świątyni Eskulapa pozostała tylko jedna kolumna. Kapitol, czyli świątynia poświęcona Trójcy Kapitolińskiej (Jupiterowi, Junonie i Minerwie), którą oczyszczono z gruzu, zachowała portyk złożony z ośmiu kolumn.
Około kilometr od centrum starożytnego miasta znajdują się pozostałości dobrze zachowanego typowego obozu rzymskiego (castrum), o rozmiarach 500 x 420 metrów. W jego centrum jest ruina wysokości 15 m i rozmiarach 28 x 20 metrów, częściowo odbudowanego budynku (określonego jako pretorium albo principia), wzniesionego na planie tetrapylonu, przez który przechodziły obie główne drogi obozowe. Jego południowa fasada ma zachowany perystyl do połowy wysokości ściany z frontowym rzędem masywnych kolumn jońskich oraz rzędem korynckich pilastrów.
Za tą budowlą znajduje się duży dziedziniec pretorium z dostępem do innych zabudowań, między innymi arsenału, w którym znaleziono tysiące pocisków. Na południowy wschód leżą pozostałości łaźni.
W ruinach miasta i obozu znaleziono wiele inskrypcji (4185 spośród nich znajduje się w CIL VIII, m.in. CIL VIII 2557.), i chociaż większość z nich to zwyczajowe epitafia, najważniejsze fragmenty oddają zarys historii tego miejsca. Odczytano ponad 2500 inskrypcji odnoszących się do obozu. Miejscowe muzeum przechowuje starożytne znaleziska z okolic. Oprócz inskrypcji znaleziono posągi Eskulapa i Higiei ze świątyni Eskulapa oraz piękne mozaiki odkryte w 1905 w pobliżu łuku Septymiusza Sewera.
Jedna z inskrypcji informuje o istnieniu „klubu oficerskiego”, który zbierał środki na pokrycie kosztów podróży jego członków w razie przeniesienia w inne miejsce służby.

## Galeria

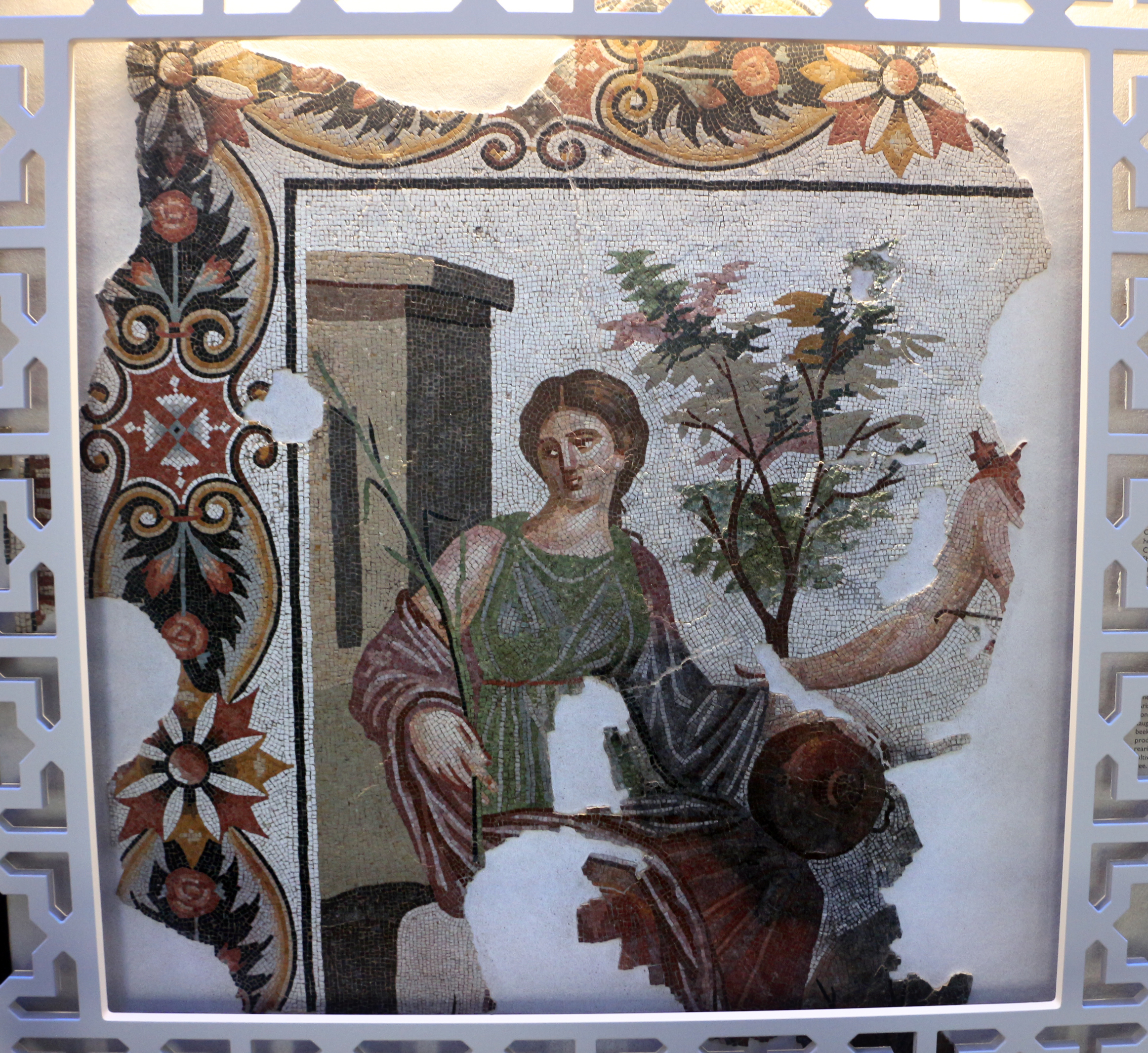
Fragment mozaiki
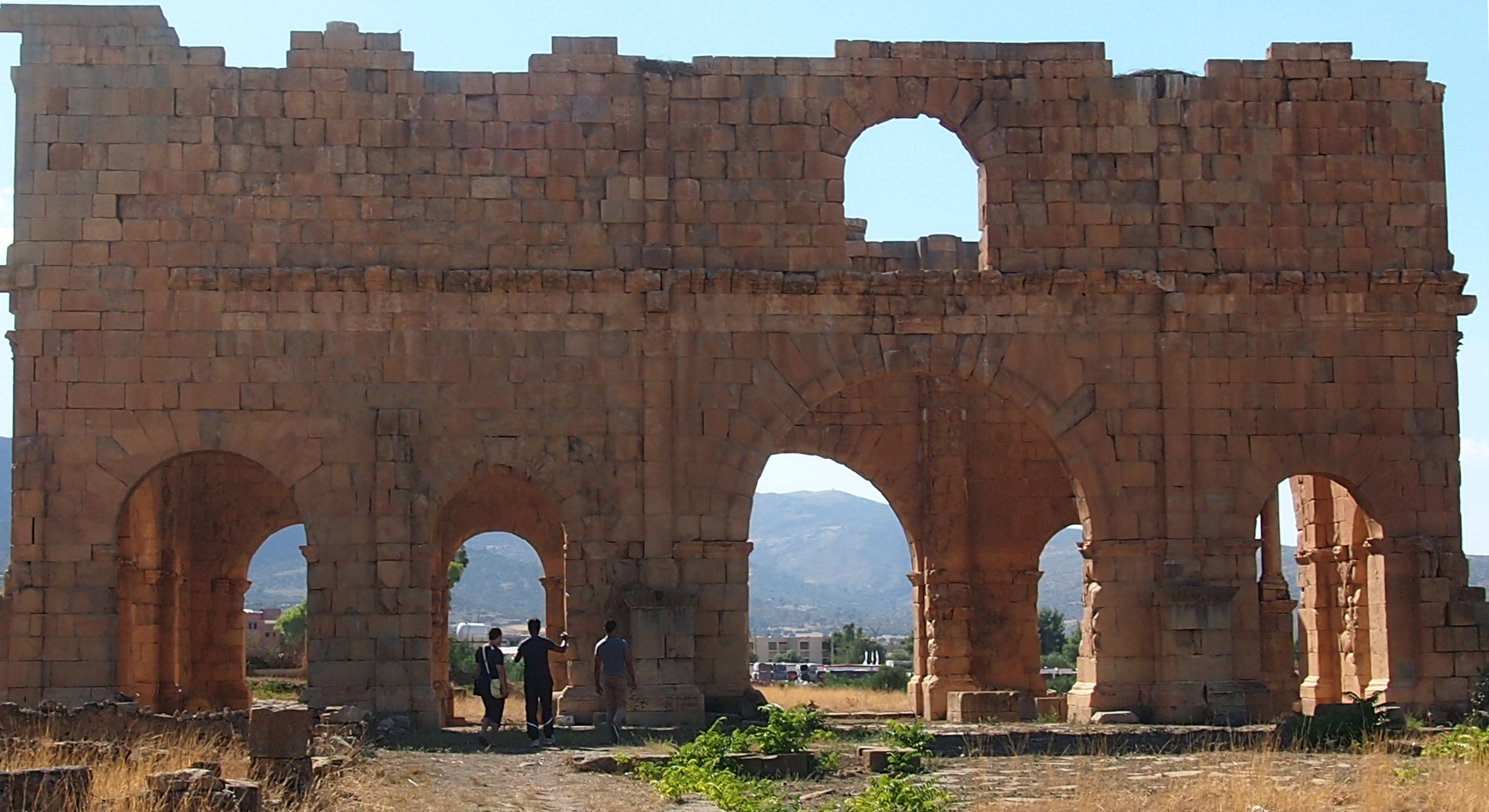
Budynek obozowego pretorium
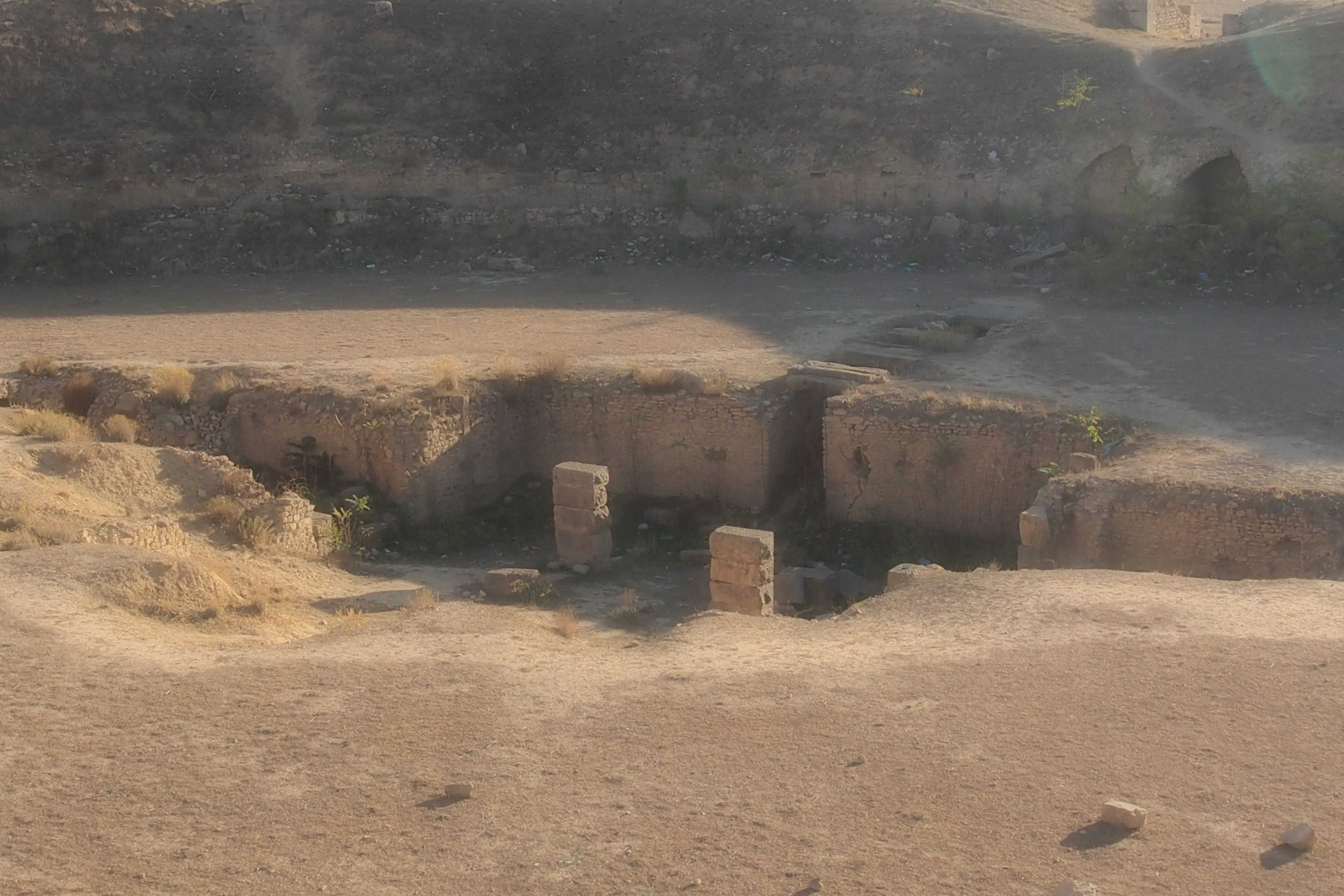
Arena amfiteatru
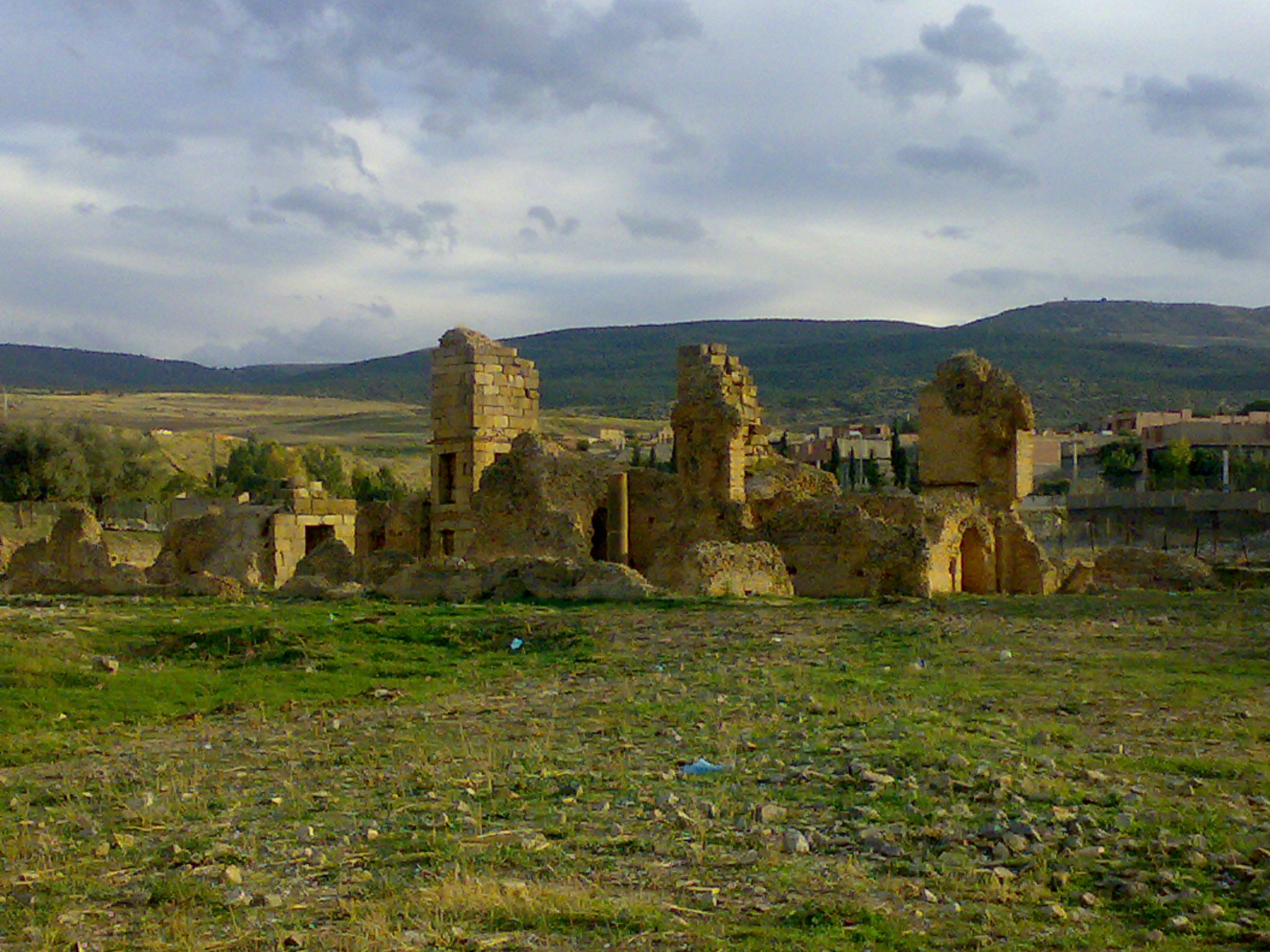
Ruiny wielkich term
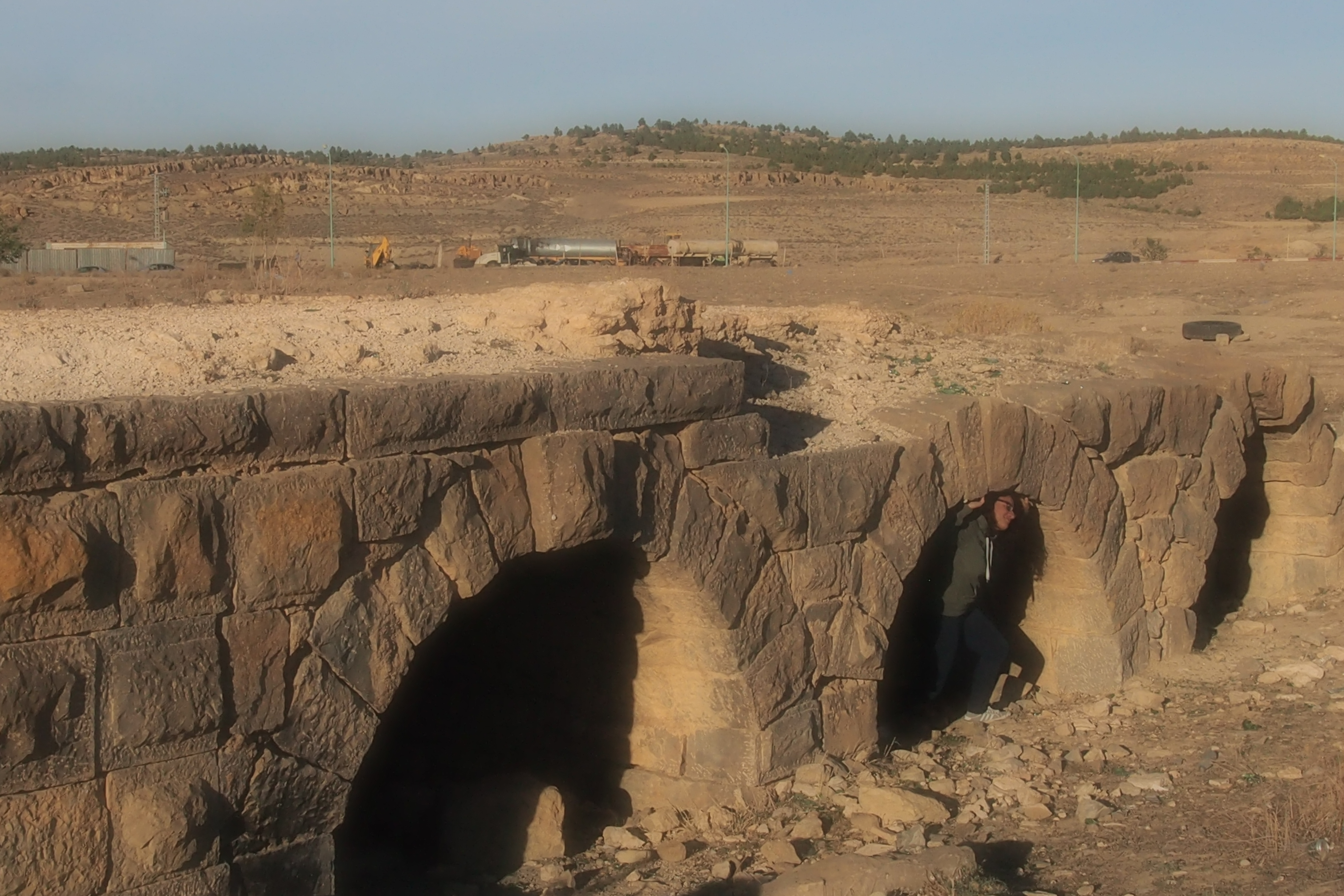
Most rzymski
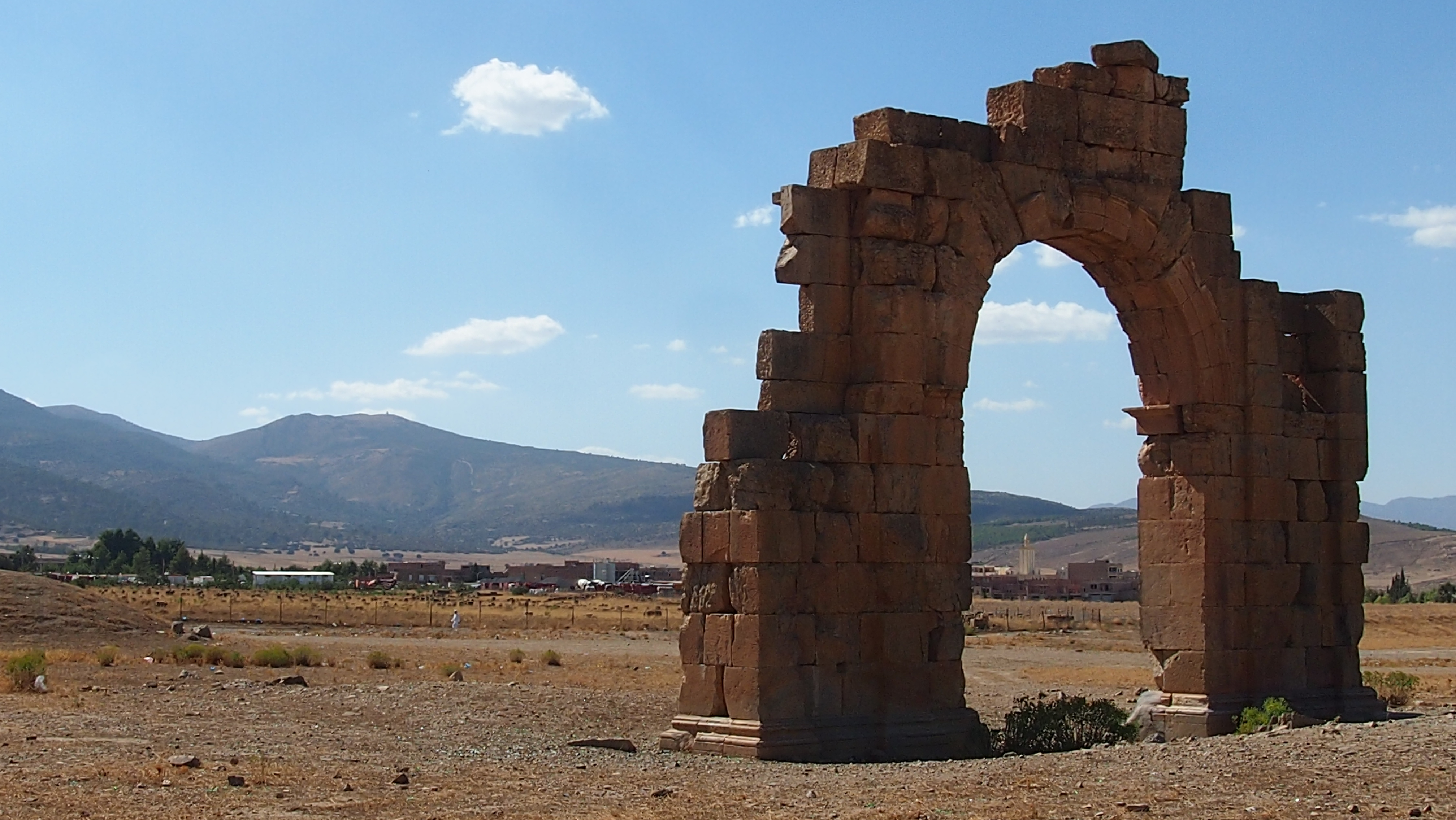
Łuk Kommodusa
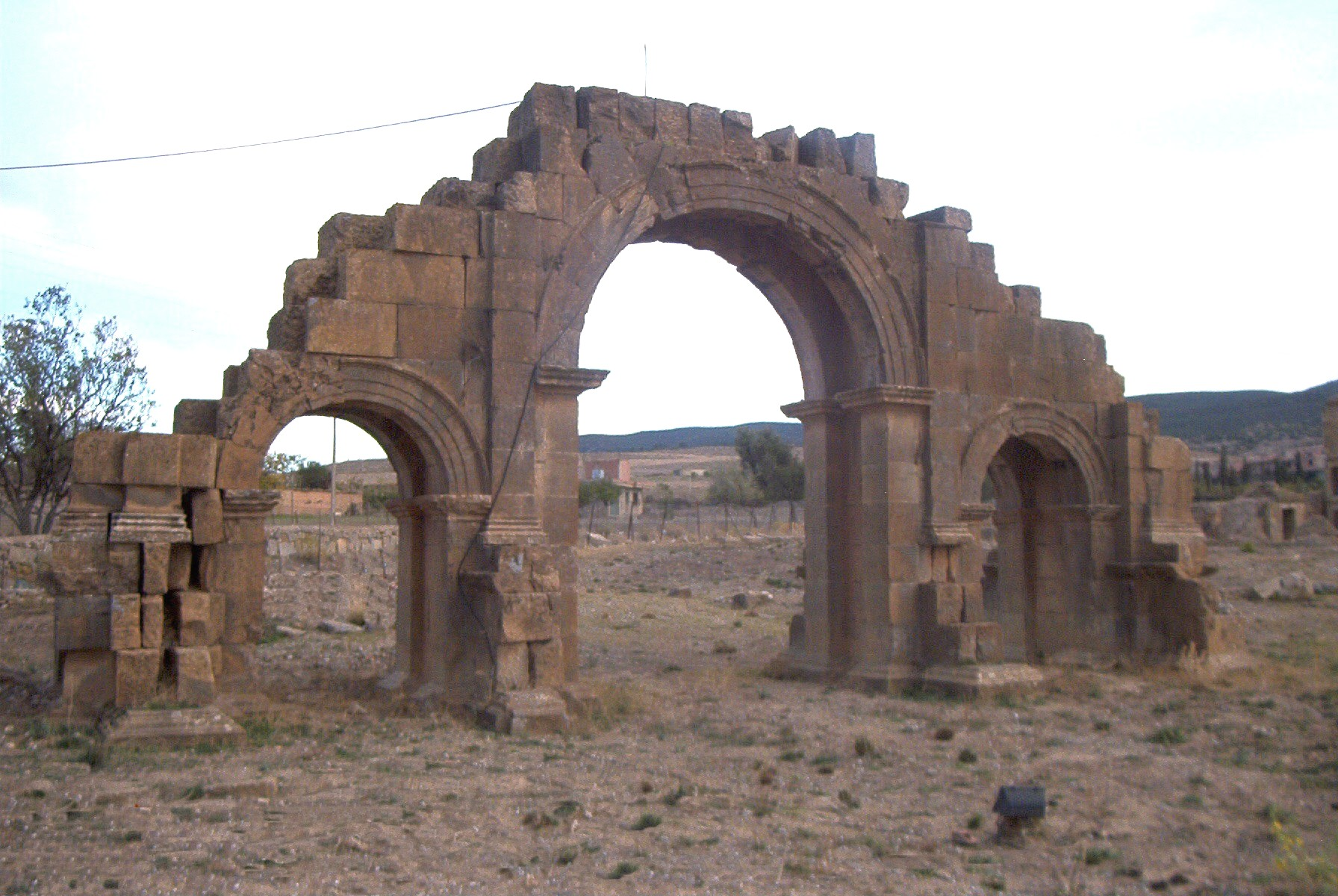
Łuk Septymiusza Sewera

## Literatura dodatkowa
- Jona Lendering: Hadrian and his Soldiers. The Lambaesis Inscription. W: Core of the Legions. The Roman Imperial Centuria: 2010 Ancient Warfare. Karwansaray Publishers, 2010. ISBN 978-9490258023. (ang.). Brak numerów stron w książce
- Michael P. Speidel: Emperor Hadrian's Speeches to the African Army — A New Text. Mainz: Römisch-Germanisches Zentralmuseum, 2006. ISBN 3-88467-097-2. (ang.). Brak numerów stron w książce